# Nice View
Nice View es una película dramática china de 2022 dirigida por Wen Muye. Es el segundo largometraje de Wen. Cuenta principalmente la historia de un joven llamado Jing Hao que, para salvar a su hermana, aprovecha desesperadamente la oportunidad que encontró para iniciar un negocio, cambia su destino y afecta a las personas que lo rodean. La película se completó en octubre de 2021 y se estrenó en China continental el 1 de febrero de 2022 (el primer día del Año Nuevo chino). La película recaudó más de $211 millones, lo que la convierte en la novena película más taquillera de 2022.

## Reparto
- Jackson Yee como Jing Hao
- Tian Yu como Liang Yongcheng
- Chen Halin como Jing Tong, la hermana menor de Jing Hao
- Qi Xi como Wang Chunmei
- Gong Lei como Zhang Longhao
- Xu Juncong como Zhang Chao
- Wang Ning como Liu Hengzhi
- Huang Yao como Wu Xiaoli
- Gong Jinguo como Zhong Wei

## Producción
El 5 de agosto de 2021 se reveló que Jackson Yee sería el protagonista del segundo largometraje de Wen Muye. La primera película del director es Dying to Survive. Filmada en Shenzhen y durante el verano y el otoño, el equipo y el elenco habían soportado dos rebrotes del COVID-19 y cuatro tifones. A pesar de que hubo una adecuada precipitación natural, se utilizó lluvia artificial, para que puedan controlarla de acuerdo a su requerimiento y visión. La filmación terminó el 8 de octubre de 2021.